# Дельвина
Дельвина (алб. Delvinë, греч. Δελβινιον) — город в Южной Албании в исторической области Эпир в префектуре Влёра, центр одноименного округа.

## Население
В городе проживает крупная греческая община, насчитывающая порядка 25 % жителей.

## Достопримечательности
К югу от города находятся развалины античного города Фойникия, объявленные археологическим памятником.

## Известные уроженцы
- Дельвина, Сулейман-бей (1884—1933) — албанский политический, общественный и государственный деятель, премьер-министр Албании.
- Серафим II — епископ Константинопольской православной церкви, Константинопольский патриарх (1757—1761).
- Сабри Годо (1929—2011) — албанский писатель и политик, основатель Республиканской партии, соавтор Конституции Албании.